# Тлумач
Тлу́мач (Товмач — автентична українська назва, яку в Галичині використовували до 1939 р.) — місто в Івано-Франківській області. Центр Тлумацької міської громади.
Розташований на березі однойменної річки, за 25 км від обласного центру та залізничної станції Івано-Франківськ. Через місто проходить автодорога Р20 (Снятин — Тязів).

## Географія
У західній частині міста потік Хруст впадає у річку Тлумач, а у північно-східній частині — потік Бжезіна.

## Історія
Під час археологічних розкопок, проведених на околиці міста в 1930-х роках, польські археологи та історики виявили поховання бронзової доби.
Місто Товмач, ймовірно, виникло у XII ст. За легендою, за князювання Ярослава Осмомисла недалеко від Дністра, поблизу важливих торгових шляхів, що йшли з Галича на схід, було засновано поселенця товмачів. Тут нібито жили княжі люди, які несли митну службу, оформляли торговельні справи княжого двору, були перекладачами під час переговорів з представниками іноземних держав. Звідси нібито й назва поселення Товмач (польською мовою — Тлумач).[джерело?]
Перша письмова згадка про Товмач належить до 1213 р. (Галицько-Волинський літопис): «Тоді ж велика княгиня Романова прийняла монаший чин. А потім прийшла рать під город (Галич), — Коломан і ляхи. І великий бій був на Кривавім броді, і впав на них сніг, [і] вони, [угри й ляхи], не могли стояти, — пішли вони за [город] Рогожину, пішли на Мстислава і прогнали його із землі [Галицької]. Мстислав тоді сказав Данилові: „Вийди з города“. І Данило вийшов [із Галича] з Дмитром тисяцьким, і з [воєводою] Глібом Зеремійовичем, і з [воєводою] Мирославом. Вийшли вони з города, і [коли] були навпроти [города] Толмача, догнав їх невірний [боярин] Вітович Володислав. Вони, повернувши на нього, прогнали його і коня від нього одібрали… Того ж дня билися вони весь день аж до ночі і тої ночі вернулися».

##### Період Польського королівства та Речі Посполитої
1370 р. — Тлумачем володіла родина феодала-русина Миколи Коритка, в 1396 році всі землі його околиць король Владислав ІІ Ягайло передав Владиславу Опольському.
Наприкінці XIV—XV ст.ст. у Тлумачі розвивалися ремесла. Серед жителів з'явилися ковалі, сідлярі, цирульники, муляри. Міщани займалися також землеробством.
На початку червня 1440 року князь Свидригайло видав у місті грамоту, в якій називав себе supremus dux Lithvaniae (великим князем литовським). Правдоподібно, що вона була наслідком його перемовин з «галицькими панами», в яких він шукав підтримки.
Проте варто наголосити, згідно титулу "Великий князь Литовський і Руський" він не міг претендувати, на Галицькі землі оскільки, ще з 1253 р. носили інший державницький, династійний та спадковий титул. Тому в часи Польської корони та Речі Посполитої Галицькі землі будуть іменуватись Королівством Руським (Галицьким), а згодом Галицьким доменом, в той час коли землі сучасної центральної України малити назву Велике князівство Руське, а правителі мали титул великий князь Руський. Королі Речі Посполитої окрім титулу Господар Русі (Галицькі землі) мали також титул Великий князь Руський (для земель центральної України).
У 1448 році Тлумач одержав магдебурзьке право - 2е є ключовою датою в розвитку міста.
1511 — король дарував Товмачу право щорічного й щотижневого ярмарку. Ярмарок, який місцеві називають базар проходить кожної середи та суботи.
До 1530 року королівським містом Тлумачем управляв шляхтич Ян Кола.
За люстрацією королівських маєтків, яка тривала з 4 грудня 1563 до 21 березня 1564 року, власниками Тлумача були Ян та Миколай Бучацькі-Творовські. Поселення назване селом.
1594 (під час нападу на Галичину через прорахунки коронного комадування), 1617–1618 — Товмач палили татари. Люстрація 1621 року свідчить про занепад економічного життя та значне зменшення населення міста.
У період Хмельниччини (осінь 1648) православні міщани Товмача та селяни навколишніх сіл приєдналися до козацького війська. Полковником обрали міщанина Ярему Поповича. Місто було перетворене на опорний пункт повстанців, які захопили замок і костел у самому місті, замки у селах Палагичі та Живачів, двір шляхтича Яблоновського.
Міщани поляки, русини-латинники та русини-уніати, зробили загони самооборони для захисту від нападів козацько-татарської навали. Керував загонами шляхтич Яблоновський. Місто кілька разів переходило з рук до рук і було зовсім зруйноване. Протягом 2-ї половини XVII ст. місто поступово було відбудоване на кошти шляхти руської та польської національності.
Нерозкритою залишається доля тлумацьких євреїв, але з огляду на масове знищення євреїв козацько-татарськими військами імовірної їх спіткала жорстока смерть.
В українській історіографії, не розкрите також питання злочинів вчинених козацько-татарськими військами проти мирного населення, зокрема вивезення татарами людей в Крим, збирання ясиру козаками, знищення мирного населення за мовною та релігійною ознакою.
З 1-ї половини XVIII ст. Тлумачем володіли магнати Потоцькі. Вони мали тут два фільварки, сади й парки, 1223 морги землі (у цей же час у розпорядженні 504 міщанських дворів було 1397 моргів орної землі, 1035 моргів сіножатей, 287 моргів лісу). Поруч із заможними міщанами були й такі, що мали лише городи до 1 морга або 250—300 кв. сажнів під будинком і садом, 14 % були зовсім безземельними.

### Австрійський період. Королівство Галичини і Лодомерії.
У XVIII ст. населення Товмача зросло: 1775 року в місті було вже 860 мешканців, а 1786-го — 1014.
1789 — населення міста заплатило державі податків на 1258 флоринів і 59 крейцерів.
На кінець XVIII ст. Тлумач мав вигляд типового феодального містечка з окремими вулицями: Тисменицькою, Палагицькою, Войтівською та кількома меншими вуличками. Працювали 2 школи, будинок убогих (лікарня).
З річного доходу Тлумацького ключа за 1807 рік, який становив 108,5 тис. злотих, 88,9 тис. злотих давали продукти панщинної праці кріпаків (у грошових одиницях 1923–1939 рр.). Землевласник продавав зерно, худобу, продукти тваринництва, лісові матеріали тощо.
1810 — Тлумацьке староство (Тлумач, села Надорожна, Долина, Озеряни, Грушка, Бортники тощо) перейшли до графів Дідушицьких, які володіли ним до 1850-х років. Його було сформовано після поразки повстанців Галичини обох Галіції та реставрації Королівства Галичини і Лодомерії згідно указу Франца ІІ.
На графських полях тоді вирощували картоплю: її збирання вимагало одночасно великої кількості робочих рук, тому зросла потреба у праці за вільним наймом. У 3-х фільварках Тлумацького ключа, при яких було лише 477 господарств, 1833 року на збиранні картоплі працювали 1016 наймитів.
- Промислова революція в Тлумачі

1838 — граф Генрик Дідушицкі збудував у Товмачі цукровий завод. У 1843 році тут працювала парова машина, діяли столярно-теслярські майстерні, цегельні тощо. В сезон цукроваріння на заводі працювало до 800 осіб, а річний оборот підприємства сягав 2,5 млн злотих (у грошових одиницях 1923—1939 рр.).
1844 в усій Галичині переробляли 550 тис. центнерів цукрових буряків, з них 510 тис. цнт — у Товмачі. Але вихід цукру на той час становив лише 5 %. Тому в одному з найкращих років, 1844-му, Товмацька цукроварня виробила лише 30 тис. цнт цукру.
Лютий 1846 — під впливом подій на заході Галичини (шляхетське повстання у Кракові і відповідь на нього — антишляхетське повстання польських селян) сталися заворушення робітників Товмацького цукрового заводу, де вели антицісарську агітацію емісари шляхетських повстанців. Наслідком подій були арешт і ув'язнення австрійською владою як польських агітаторів, так і декого з місцевих робітників. На завод для наведення порядку ввели військовий загін.
Навесні 1846 в Товмачі та його околицях діяли групи польських повстанців. Місцева влада змушена була посилити військовий гарнізон і провести арешти серед повстанських симпатиків. У числі 13 в'язнів опинилися місцеві організатори шляхетської змови — Фелікс Томчинський, Згурський і Пужанський.
- Весна народів і Тлумач. Після селянської реформи 1848 року пожвавився економічний розвиток Товмача.

1850-ті роки — на базі Товмацької цукроварні створили акціонерне товариство, яке провело реконструкцію підприємства, завдяки чому його потужність зросла до 43-70 тис. цнт рафінованого цукру на рік. У той період завод досягнув найбільшої продуктивності і став одним із найпотужніших цукрових підприємств у Європі. Він проіснував до 1882, відтак був закритий через нерентабельність.
У 2-й половині XIX століття Товмач — переважно єврейське містечко: 1756 євреїв (43 % від загального числа) 1888 року, 2097 (39 %) — 1900 і 2082 (36 %) — 1910.
1907 року Макух Іван відкрив адвокатську контору в Товмачі, очолив повітовий виборчий комітет.

### 1914—1918 роки, перша світова війна
У роки Першої світової війни місто дуже потерпіло. Протягом лютого-червня 1915 року в околицях міста точилися вперті бої між російськими та австро-угорськими військами. Товмач неодноразово переходив з рук у руки.
У лютому 1917 місто знову зайняли російські війська, але невдовзі змушені були відступити.
Внаслідок воєнних дій Товмач був зруйнований, залишилися лише окремі кам'яниці. Занепали промисловість, транспорт, торгівля.
3 березня 1918 року в місті відбулось «свято державності і миру» (віче) на підтримку дій уряду Української Народної Республіки, на якому були присутні близько 10 000 осіб.

### Західноукраїнська Народна Республіка
1 листопада в місті і повіті Товмач було встановлено владу Української держави — ЗУНР. 20 грудня 1919 року у Відні Євген Петрушевич скликав засідання Уряду ЗУНР в якому оголосив про розрив Акту Злуки і відновлення самостійності Західноукраїнської Народної Республіки.

### Міжвоєнний період
У Другій Польській Республіці Товмач був повітовим містом і водночас ґміною.
1921 — населення міста становило близько 5000 осіб, що складалося переважно з поляків, євреїв (2012 осіб) і вірменів.
Макух Іван разом з однодумцями відновлював зруйновані війною читальні, за його сприяння в Тлумачі 1928 року було відкрито бурсу.
У місті працювали 6 приватних лікарів і аптека. Діяли 7-класні чоловіча та жіноча українські школи, початкова українська школа, польська державна гімназія та польська приватна жіноча семінарія.
У 1930-х роках на 10 тисяч населення виходили три часописи, діяли 28 єврейських, 18 польських і 12 українських товариств (зокрема, «Просвіта» і «Каменяр»). Працювали три читальні, діяли синагога, костел і церква. Існували 4 футбольні команди, зокрема, українська — «Пробій».

### Друга світова війна
23-24 вересня 1939, згідно з пактом Молотова — Ріббентропа СРСР анексував територію Галичини, зокрема й Товмач. Місто стало районним центром у складі Станіславської (з 1962 Івано-Франківська) області УРСР.
Під час німецької окупації загинула більшість місцевих євреїв. Поляки, українці-латинники та католики вірмени після 1945 буди депортовані до Польщі. Більшість із них оселилися в Нижній Сілезії, де вони створили Асоціацію жителів Тлумача (Вроцлав).
Після повернення радянських окупантів у Тлумачі розмістили гарнізон енкаведистів, які ув'язнювали і катували цвіт українського народу. 20 грудня 1944 року сотня УПА «Змії» разом з курінним «Шрамом» і сотенним «Чорнотою» успішно провели блискучу військову операцію та звільнили 45 українських в'язнів. В тому бою було вбито близько 60 більшевиків, знищено будинок міліції і в'язницю.

### Тлумач після 1991 року
Після проголошення незалежності УРСР, Тлумач залишається районним центром аж до часу проведення децентралізації, коли його було перетворено в центр Тлумацької територіальної громади. З 1990-х років Тлумач пережив типові для всієї території Галичини і України події. Населення Тлумача брало активну участь в діяльності Галицької асамблеї, яка ставила за мету вихід трьох областей (Львівської, Тернопільської та Івано-Франківської) з складу УРСР, проте було прийнято рішення залишитись в складі УРСР та спробувати побудувати спільну державу з іншими частинами України.
Тлумацькі жителі брали участь в політичному житті України. Зокрема в Помаранчевій "Революції" та Революції Гідності.
Розвиток Тлумача в умовах незалежності України зупинився та почав регрес. Населення масово почало виїжджати закордон та у великі міста, закрились більшість заводів, які були відкриті в часи Речі Посполитої, Австрії, Польщі та СРСР.

## Населення

### Національний склад
Розподіл населення за національністю за даними перепису 2001 року:
| Національність  | Відсоток |
| --------------- | -------- |
| українці        | 98.99%   |
| росіяни         | 0.72%    |
| інші/не вказали | 0.29%    |
| Усього          | 100%     |

### Мова
Розподіл населення за рідною мовою за даними перепису 2001 року:
| Мова            | Кількість | Відсоток |
| --------------- | --------- | -------- |
| українська      | 8572      | 99.31%   |
| російська       | 49        | 0.57%    |
| румунська       | 3         | 0.04%    |
| білоруська      | 2         | 0.02%    |
| німецька        | 1         | 0.01%    |
| інші/не вказали | 5         | 0.05%    |
| Усього          | 8632      | 100%     |

## Економіка
Економіка міста — аграрна. Загалом її можна охарактеризувати як слаборозвинену.
Промисловість представлена маслозаводом. Сфера послуг — освітою, медициною, роздрібною торгівлею, транспортом, зв'язком, комунальним господарством.
В місті діють відділення 7 банків: «Ощадбанк», «Приватбанк», «Райффайзен Банк Аваль».

## Спорт і культура
- Кімната-музей Марійки Підгірянки;
- Музей етнографії та побуту району;
- Стадіон;
- ФК "Придністров'я", який грав в Лізі Чемпіонів, Івано-Франківської області.
- Народна аматорська кіностудія «Підгір'я»;[16]

## Освіта
У місті діють 4 освітні заклади: Ліцей № 1 (вул. Івана Макуха, 11), ліцей № 2 (вул. Грушевського, 23), школа-інтернат, Коледж Львівського Національного
Аграрного Університету (вул. Винниченка, 6), а також два дитячих садки: «Сонечко» (вул. Шевченка 18) та «Дюймовочка» (вул. Івана Сапіжака, 2).

## Релігія
- Храм УГКЦ "Царя Христа", вулиця Шевченка 11, настоятель о.Петро Дутчак.

При церкві діють спільноти Матері в молитві, апостольство молитви, вівтарна дружина та марійська дружина.
- Храм УГКЦ "Пресвятої Тройци", настоятель о.Петро Дутчак.
- Церква ПЦУ "Преображення Господнього", з 1991 по 2018, входила в структуру УАПЦ, після Об'єднавчого Собору увійшли в структуру ПЦУ, настоятель о.Василь Стадник
- Костел Римсько-Католицької Церкви в Україні "Святої Анни", парафія заснована 1386 року, в 1876 році збудовано костел, в стилі неоготики, в 1939 році зруйнований після окупації Галичини радянським окупаційним режимом,на його залишках побудовано кінотеатр "Ювілейний", з 1990-х велась полеміка про відновлення костелу у 2014 канонічна візитація єп.Леон Малий, у 2015 відновив діяльність у приміщенні кінотеатру, архієпископ Львівський та всієї України Мечислав Мокшинські освятив храм.

Настоятель парох Артур Зауха.
Планується повністю відновити, фундатором виступає місцевий меценат п.Богдан Станіславський.

## Місто-партнер
- Мена, Україна (2025)[17]

## Відомі люди

### Народились
- Тит Блонський — український письменник, поет, драматург, громадський діяч.
- Марія Давська (1909–1993) — польська художниця, професорка живопису (1956).
- Генрик Дідушицький — дідич, підприємець.
- Давид Дірінгер — британський лінгвіст і письменник.
- Орест Комановський — лицар Срібного хреста заслуги ОУН-УПА.
- Луцик Дмитро Павлович (1913—2004) — уродженець міста, доктор медичних наук, професор Львівського медичного інституту[18].
- Остап Ортвін (1876—1942) — польський літературний критик, літературознавець, театрознавець, журналіст, літературний і громадський діяч. Справжнє ім'я — Оскар Каценелленбоґен.
- Володимир Рій — чемпіон світу та Європи з футзалу серед людей з вадами слуху[19].
- Роман Романишин — уродженець міста, український митець (графік, живописець, скульптор).
- Шептекіта Валерій Іванович — радянський і український актор театру і кіно. Народний артист України (2000).
- Козак Віталій Михайлович — сержант ЗСУ, учасник російсько-української війни 2014—2015, загинув під Авдіївкою[20].

### Проживали, працювали, навчались
Клим Поліщук - український письменник "Розстріляного відродження" (1918 р.), у Тлумачі написав троє оповідань.
Осип Турянський - відомий письменник. Впродовж 1927 - 1933 років викладав українську мову у Приватній вчительській семінарії.
- Круховський Роман Петрович — колишній голова Тлумацької ОТГ, майстер спорту з греко-римської боротьби, тренер та завідувач кафедри, учасник російсько-української війни, загинув 2 серпня 2022 під н.п. Кодема.
- Антін Галька — повітовий комісар Тлумач[21][22]
- Іван Макух — голова повітової Української Національної Ради ЗУНР Товмача.
- Францішек Сава — польський релігійний та державний діяч
- Миколай (Чарнецький) — мученик і блаженний Української греко-католицької церкви, здобув тут початкову освіту, закінчив середні класи.[23]
- Дмитро Ломей (позивний «Лом») — учасник Революції Гідності та антитерористичної операції, боєць Добровольчого українського корпусу «Правий Сектор», загинув в ніч з 22 на 23 лютого 2015 року в селищі Піски поблизу Донецького аеропорту[24]
- Ярослав Борута — український естрадний співак (тенор) і композитор, народний артист України, Лицар Ордена Святого Григорія Великого, нагороджений орденом Володимира Великого ІІІ-го ступеня, лауреат літературно-мистецької премії «Осіннє золото» ім. Дмитра Луценка.
- Карпаш Олег Михайлович — доктор технічних наук, професор, лауреат Державної премії в галузі науки і техніки(2006), заслужений діяч науки і техніки України(2001), нагороджений багатьма державними відзнаками,, керівник наукової школи " Методи та засоби неруйнівного контролю та технічної діагностики нафтогазового обладнання ".
- Мечислав Мокшицький - архієпископ-митрополит Львівський, примас Галичини 22 липня 2015 року відвідав Тлумач та освятив Костел св.Анни

### Старости
- Станіслав Шафранєц — польський шляхтич, сондецький каштелян
- Геронім Шафранєц — польський шляхтич, син Станіслава[25]
- Марцін Зборовскі[26]
- Пйотр Зборовскі — син попереднього[26]
- Ян Потоцький (†1627) — ротмістр королівський, син Станіслава (†1599), онук Якуба Потоцьких[27]
- Якуб Потоцький — син Миколая-«Ведмежої лапи», староста хмільницький, краснопольський (†1671 р.)[27]
- Фелікс Казімєж Потоцький — великий гетьман коронний
- Єжи Потоцький — староста грабовецький, син Фелікса Казімєжа Потоцького
- Евстахій Потоцький — син Єжи Потоцького
- Єжи Міхал Потоцький — син Евстахія Потоцького[28]…

.